# ماریکه کیسر
ماریکه کیسر (هلندی: Marieke Keijser؛ زادهٔ ۲۱ ژانویهٔ ۱۹۹۷) قایقران روئینگ زن اهل هلند است.
وی در مسابقات کشوری و بین‌المللی در مجموع برندهٔ ۱ مدال طلا، ۳ مدال نقره، ۳ مدال برنز شده‌است.